# Acronicta jaeschkei
Acronicta jaeschkei là một loài bướm đêm trong họ Noctuidae.